# شاعرهنرمند (آلبوم)
شاعر | هنرمند دومین و آخرین آلبوم استودیویی کیم جونگ هیون خواننده و آهنگساز کره جنوبی است که پس از مرگ در ۲۳ ژانویه ۲۰۱۸ از طریق اس‌ام و جینی منتشر شد.
آلبوم در دسامبر ۲۰۱۷ تأیید شده بود و قبل از مرگ جونگهیون تکمیل شده بود که یک روز بعد اعلام شد. پس از انتشار، این آلبوم در رتبه ۱۷۷ بیلبورد ۲۰۰ ایالات متحده قرار گرفت و این آلبوم اولین آلبوم او بود که در لیست قرار گرفت.

## پس زمینه و انتشار
در اوایل نوامبر ۲۰۱۷، جونگهیون یک کنسرت دو روزه را در سالن ورزشی هندبال المپیک SK سئول اعلام کرد. این کنسرت با عنوان Inspired در تاریخ ۹ و ۱۰ دسامبر در سئول برگزارشد. تله پرومپتر او اعلامیه ای را برای آلبوم استودیویی آینده خود درج کرد، اما او در آن زمان آن را نادیده گرفت. در ۱۸ دسامبر گزارش شد که جونگهیون مرده‌است. روز بعد، شرکت ضبط او اس‌ام اعلام کرد که او به تازگی دومین آلبوم استودیویی خود را تکمیل کرده و یک موزیک ویدیو را فیلمبرداری کرده‌است. عنوان و تاریخ انتشار آلبوم در ۱۹ ژانویه ۲۰۱۸ و لیست آهنگ در۲۲ ژانویه اعلام شد. شاعر | هنرمند به صورت دیجیتالی در۲۳ ژانویه توسط اس‌ام و Genie Music منتشر شد. نسخه فیزیکی آلبوم در ۲۴ ژانویه منتشر شد.
تمام درآمد حاصل از آلبوم به مادر جونگهیون خواهد رسید، تا پایه ای برای افرادی که در شرایط سخت زندگی می‌کنند ایجاد کند.

## ترکیب بندی
این آلبوم به عنوان یک آلبوم الکتروپاپ، آر اند بی و بیس آینده، با عناصر تله توصیف شده‌است.

## ترویج
آهنگ‌ها در طول Inspired مورد کنایه قرار گرفتند، جایی که او "Take the Dive", "I'm So Curious", "Only One You Need" را اجرا کرد، که مورد آخر در مورد دلداری دیگران پس از از دست دادن یکی از عزیزان بود. «#هشتگ» در یک ویدیوی قطع کنسرت به نمایش درآمد، در حالی که «بازگشت» در یک ویدیوی اینتراکت از کنسرت The Agit: Letter ظاهر شد. "Shinin'" و نماهنگ مربوط به آن در ۲۳ ژانویه ۲۰۱۸ منتشر شد. موزیک ویدیوی «پیش از بهار ما» روز بعد در۲۴ ژانویه منتشر شد.

### بحرانی
شاعر | این هنرمند با نقدهای مثبت منتقدان موسیقی مواجه شد. تامار هرمان که برای بیلبورد می‌نویسد، این آلبوم را «خداحافظی و یک راه رفتن صوتی در مسیر خاطره» توصیف کرد. بیلبورد این آلبوم را به عنوان دومین آلبوم برتر کی پاپ منتشر شده در سال ۲۰۱۸ پس از BTS ' Love Yourself: Answer ' رتبه‌بندی کرد. جف بنجامین نوشت که این آلبوم «زیبا» و «یادآوری تلخ و شیرین از استعدادهای باورنکردنی خواننده، ترانه‌سرا و تهیه‌کننده محبوب است.» ریدی چاکرابورتی از رولینگ استون هند به نام شاعر | هنرمند «تلخ و شیرین - الهام بخش در جزئیات، ظرافت و تأثیر شعر، اما همچنین یادآوری این است که هرگز کسی مانند جونگهیون وجود نخواهد داشت» و همچنین آن را به عنوان دومین آلبوم برتر کی پاپ ۲۰۱۸ رتبه‌بندی کرد. مارسل تی در نقدی برای The Jakarta Post نوشت که این رکورد «یادآور غم‌انگیز استعدادهای او به عنوان نوازنده و تهیه‌کننده» است. در سی و سومین جوایز دیسک طلایی، این آلبوم نامزد جوایز Disc Daesang و Disc Bonsang شد و برنده دومی شد.
«#هشتگ» به دلیل بحث دربارهٔ شایعات و اظهارنظرهای توهین آمیز در اینترنت مورد توجه رسانه‌ها قرار گرفت و هم به دلیل محتوای متن ترانه و هم استفاده جونگهیون از بازی با کلمات مورد تحسین قرار گرفت.
مدت کوتاهی پس از انتشار آلبوم، KBS آهنگ «Rewind» را از ایستگاه‌های رادیویی خود به دلیل داشتن اشعار به زبان ژاپنی ممنوع کرد.

## فهرست آهنگ
متن همهٔ ترانه‌ها توسط کیم جونگ هیون،  except where noted نوشته شده‌است.
| Poet \| Artist track listing | Poet \| Artist track listing                                                                                          | Poet \| Artist track listing | Poet \| Artist track listing                                 | Poet \| Artist track listing                                     | Poet \| Artist track listing |
| شماره                        | نام | سراینده                      | آهنگساز                                                      | Arrangement                                                      | مدت                          |
| ---------------------------- | --- | ---------------------------- | ------------------------------------------------------------ | ---------------------------------------------------------------- | ---------------------------- |
| ۱.                           | «Shinin'» (کره‌ای: 빛이 나; لاتین‌نویسی اصلاح‌شده: Bichi na)                                                             |                              | Jonghyun Megatone Score                                      | Jonghyun Megatone Score                                          | ۲:۵۲                         |
| ۲.                           | «Only One You Need» (کره‌ای: 환상통; لاتین‌نویسی اصلاح‌شده: Hwansangtong; lit. Phantom Pain)                             |                              | Blizman Christian Parris Daniel Klein Kendrick Dean          | Blasian Chris Jakob Mihoubi G.bliz Kendrick Dean MZMC Rudi Daouk | ۳:۳۹                         |
| ۳.                           | «#Hashtag» (کره‌ای: 와플; لاتین‌نویسی اصلاح‌شده: Wapeul; lit. Waffle)                                                    |                              | Jonghyun Imlay Jin Soh                                       | Jonghyun Imlay Jin Soh                                           | ۳:۰۵                         |
| ۴.                           | «Grease» (کره‌ای: 기름때; لاتین‌نویسی اصلاح‌شده: Gireumttae)                                                             |                              | Jonghyun Jake K.                                             | Jonghyun Jake K.                                                 | ۳:۱۹                         |
| ۵.                           | «Take the Dive» | Seo Ji-eum                   | Christian Fast Ellen Berg Tollbom Marcus Lindberg Royal Dive | Royal Dive                                                       | ۲:۵۴                         |
| ۶.                           | «Sightseeing» (کره‌ای: 사람 구경 중; لاتین‌نویسی اصلاح‌شده: Saram gugyeong jung; lit. People Watching)                   |                              | Jonghyun Jake K. Jin Soh                                     | Jonghyun Jake K. Jin Soh                                         | ۳:۰۴                         |
| ۷.                           | «Rewind» |                              | Jonghyun Imlay                                               | Jonghyun Imlay                                                   | ۳:۳۶                         |
| ۸.                           | «Just For a Day» (کره‌ای: 하루만이라도; لاتین‌نویسی اصلاح‌شده: Harumanirado)                                             | Jeon Gandi                   | Chris Wahle                                                  | Chris Wahle                                                      | ۲:۵۰                         |
| ۹.                           | «I'm So Curious» (کره‌ای: 어떤 기분이 들까; لاتین‌نویسی اصلاح‌شده: Eotteon gibuni deulkka; lit. What Would It Feel Like) |                              | Jonghyun Imlay Jin Suk Choi                                  | Jonghyun Imlay Jin Suk Choi                                      | ۳:۲۴                         |
| ۱۰.                          | «Sentimental» |                              | Jonghyun Jake K.                                             | Jonghyun Jake K.                                                 | ۳:۲۶                         |
| ۱۱.                          | «Before Our Spring» (کره‌ای: 우린 봄이 오기 전에; لاتین‌نویسی اصلاح‌شده: Urin bomi ogi jeone)                            |                              | Jonghyun Wefreaky                                            | Jonghyun Wefreaky                                                | ۴:۰۶                         |
| مجموع مدت:                   | مجموع مدت: | مجموع مدت:                   | مجموع مدت:                                                   | مجموع مدت:                                                       | ۳۶:۲۱                        |

## پرسنل
| - کیم جونگ هیون – vocals, lyrics (all tracks), production, arrangement (tracks 1, 3-4, 6-7, 9-11) - Megatone – production, arrangement (track 1) - Score – production, arrangement (track 1) - Blizman – production (track 2) - Christian Parris – production (track 2) - Daniel Klein – production (track 2) - Jakob Mihoubi – arrangement (track 2) - G.bliz – arrangement (track 2) - MZMC – arrangement (track 2) - Rudi Daouk – arrangement (track 2) - Kendrick Dean – production, arrangement (track 2) - Jin Soh – production, arrangement (track 3) - Imlay – production, arrangement (tracks 3, 7, 9) | - Jake K – production, arrangement (tracks 4, 6, 10) - Seo Ji-eum – lyrics (track 5) - Christian Fast – production (track 5) - Ellen Berg Tollbom – production (track 5) - Marcus Lindberg – production (track 5) - Royal Dive – production, arrangement (track 5) - Jeon Gandi – lyrics (track 8) - Chris Wahle – production, arrangement (track 8) - Jin Suk Choi – production, arrangement (track 9) - Wefreaky – production, arrangement (track 11) |

## نمودار
| Chart (2018)                                             | Peak position |
| -------------------------------------------------------- | ------------- |
| Australian Digital Albums (جدول‌های ای‌آرآی‌ای)             | ۲۰            |
| آلبوم‌های بلژیکی (اولتراتاپ فلاندرز)                      | 166           |
| French Download Albums (سندیکای ملی انتشارات صوتی‌تصویری) | ۳۴            |
| Japan Hot Albums (بیلبورد ژاپن)                          | ۷             |
| Japanese Albums (اوریکون)                                | ۱۰            |
| New Zealand Heatseeker Albums (انجمن صنعت ضبط نیوزیلند)  | ۵             |
| South Korean Albums (جدول آلبوم‌های گائون)                | ۱             |
| بیلبورد ۲۰۰ ایالات متحده                                 | 177           |
| آلبوم‌های مستقل ایالات متحده (بیلبورد)                    | 7             |
| آلبوم‌های موسیقی ملل ایالات متحده (بیلبورد)               | 1             |

| Chart (2018)               | Position |
| -------------------------- | -------- |
| South Korean Albums (Gaon) | ۲۰       |

| منطقه                             | گواهی    | واحد گواهی‌شده/فروش |
| --------------------------------- | -------- | ------------------ |
| ژاپن                              | —        | 14,750             |
| کره جنوبی (گائون)                 | Platinum | 0^                 |
| ایالات متحده                      | —        | 5,000              |
| ^ رقم توزیع تنها بر پایهٔ گواهی‌ها. |          |                    |